# Історичний фестиваль у Джидді
Історичний фестиваль Джидди — щорічний фестиваль, який проводиться в районі Аль-Балад у Джидді, на заході Саудівської Аравії, і зазвичай збігається з місяцем Рамадан. Фестиваль відзначає культуру та спадщину Джидди.

## Діяльність
Заходи та події фестивалю «Історична Джидда» в основному зосереджені на повсякденному житті старої Джидди протягом останніх десятиліть. Територія, де проводиться фестиваль, включає історичні будівлі та мечеті, а також історичні відкриті площі, такі як Аль-Мазлум, Аш-Шам, Аль-Ємен та Аль-Бахр Харас.